# Oriente

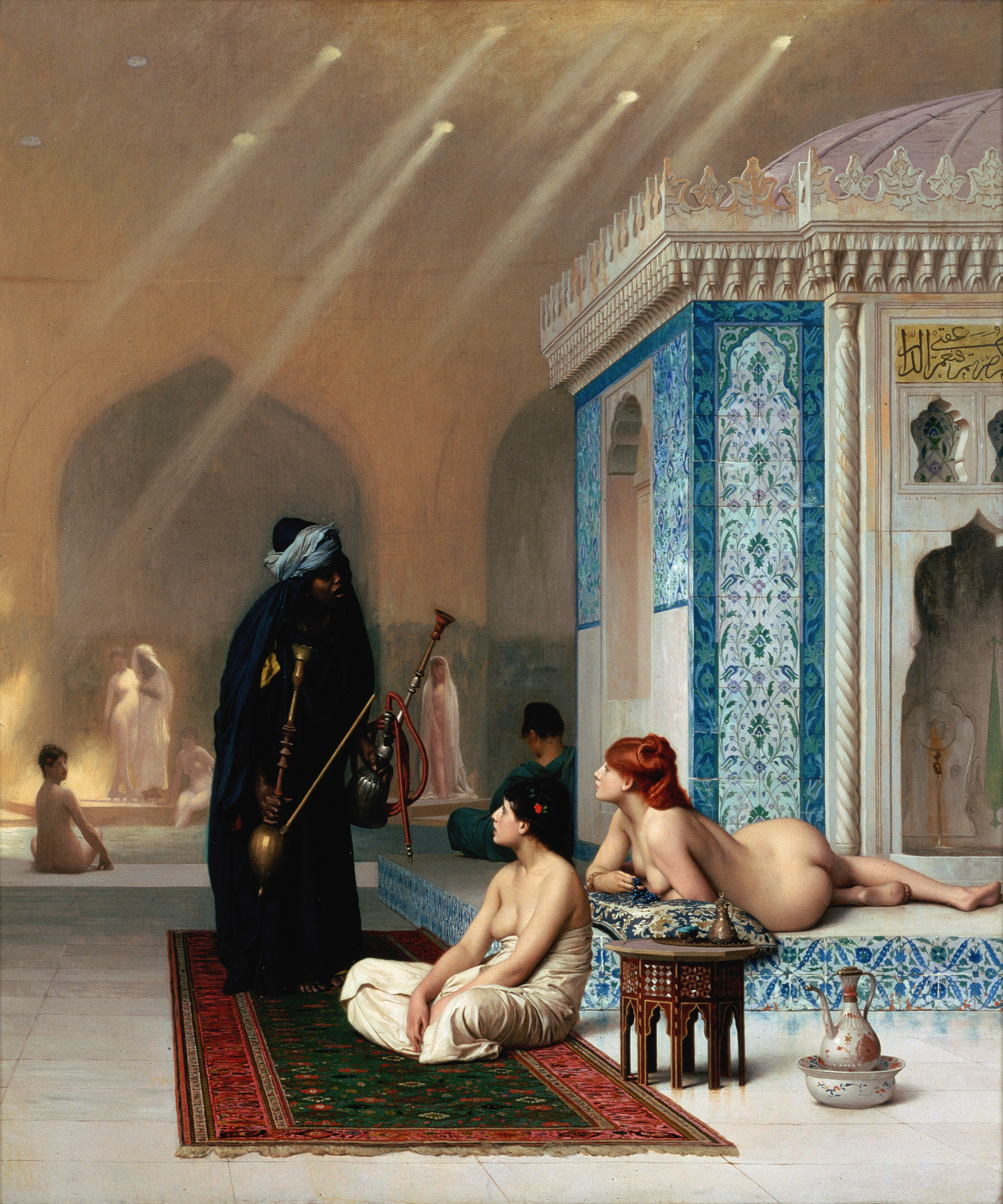
Piscina do Harém, pintura orientalista de Jean-Léon Gérôme, c. 1876

O Oriente (do latim oriens, de oriri «nascer, surgir» [do «Sol»]) é um dos quatro pontos cardeais, sendo sinônimo de leste (ou este) e levante.
Por extensão, é usado tradicionalmente para fazer referência a zonas do planeta Terra situadas a leste do meridiano de Greenwich, especificamente ao Extremo Oriente e ao Oriente Médio (também conhecido como Oriente Próximo). Em alguns casos, mais raros, faz-se referência a todo mundo oriental.

## Acepção político-cultural
Para além da acepção geográfica, a palavra oriente tem uma conotação política e cultural - os ocidentais, ou seja, europeus e americanos, consideram os asiáticos como orientais (embora não considerem assim os povos da Oceania). As Civilizações Orientais (sumérios, persas, chineses, árabes, indianos, malaios, japoneses etc.) se formaram durante milênios. A Antiguidade e a Idade Média correspondem a dois períodos áureos das civilizações do oriente. Já o século XXI é tido como o século do ressurgimento oriental.
A divisão do mundo em Ocidente e Oriente é conhecida na Europa desde 292 d.C., quando o imperador romano Diocleciano dividiu o Império Romano em duas partes, cada uma administrada por um Augusto e um César (a Tetrarquia), sendo que a parte oriental se transformou no Império Bizantino. Já Caio Plínio Segundo (também chamado de Plínio, o Velho) referiu-se às gentes do Oriente em sua Naturalis Historia como os Seres. 
A concepção de orientalismo - a mistificação ou redução do oriente a termos de estereótipos - é criticada pelo livro Orientalismo, do historiador Edward Said. Said demonstra que o Oriente é uma construção teórica imaginada por autores ocidentais e reúne povos tão distintos que não faz sentido usar o Oriente como uma unidade de análise ou denominador comum.